# Paul Shaw
Paul Shaw (Burnham, 1973. szeptember 4. –) angol labdarúgó, edző egykori Arsenal-játékos. Pályafutása során játszott angol másodosztályú csapatokban, így a Peterborough-ban, a Cardiffban, vagy a Burnley-ben, és megfordult a Ferencvárosi TC-nél is.

## Pályafutása
Pályafutását az Arsenálnál kezdte, 1994-ben debütált a felnőtt csapatban bajnoki mérkőzésen egy Nottingham Forest elleni bajnokin.
Nem tudott stabil helyet kiharcolni magának az Ágyúsok csapatában, többször kölcsönadták, szerepelt a Burnley, a Cardiff City és a Peterborough United csapatában is mielőtt 1997-ben a Millwall szerződtette.
Három évet töltött itt, az 1997-1998-as idény után a szurkolók az év játékosának választották. 2000-ben a Gillingham csapatához írt alá, majd 2004-ben a Sheffield United játékosa lett.
Itt sem tudott állandó játéklehetőséget kiharcolni, kölcsönadták a Rotherham Unitednek, amely 2006-ban végleg megvásárolta a játékjogát.
2007 októberében szerződtette a Ferencváros. A zöld-fehér csapat abban az időben a feljutásért küzdött az NB II-ben, Shaw két év alatt 48 bajnokin 21 gólt szerzett, egy ideig csapatkapitánya is volt a zöld-fehéreknek.
2010-ben visszatért Angliába, majd 2011 márciusában az amerikai negyedik ligás FC New York labdarúgója lett. Itt is fejezte be játékos pályafutását.

## Edzőként
2011. május 23-án ő lett az amerikai csapat megbízott vezetőedzője, majd a klub megszűnése után 2013 és 2016 között az Orlando City U23-as csapatát edzette.

## Külső hivatkozások
- Paul Shaw pályafutásának statisztikái a Soccerbase oldalon (angolul)

- Hlsz.hu játékosprofil